# Estadio Carlos Salazar Hijo
El Estadio Carlos Salazar Hijo es uno de los escenarios deportivo más grandes e importantes de Guatemala. 
Su capacidad actual es para albergar a 10 000 personas, anteriormente era para 12 000 pero por razones de seguridad su capacidad fue reducida. 
Fue inaugurado el 24 de noviembre de 1966, a un costo de 8 000 000 de quetzales, gracias al apoyo del locutor deportivo Carlos Adolfo Salazar hijo, el cual realizó una radio maratón para lograr la construcción del recinto. Fue el primer estadio del interior de la república de Guatemala en poseer iluminación para la realización de partidos nocturnos.
Este escenario ha sido sede de varios torneos internaciones como:
- Juegos de selecciones nacionales.
- También es utilizado como cancha alterna de departamentos vecinos y algunos equipos capitalinos.

Fue sede de las eliminatorias para el mundial de Corea-Japón 2.002 donde la Selección Nacional empató a un gol con la selección de Estados Unidos y le ganó al combinado de Costa Rica por marcador de 2 a 1.